# 爱上你治愈我
《爱上你，治愈我》（英語：From Survivor To Healer），2019年中国偶像剧。由窦骁、苗苗领衔主演，优酷视频、爱奇艺、腾讯视频于2019年4月17日首播。台灣OTT平台LiTV 線上影視全套上架。

## 播出时间
| 频道     | 所在地   | 播映日期      |
| -------- | -------- | ------------- |
| 优酷视频 | 中国大陆 | 2019年4月17日 |
| 爱奇艺   | 中国大陆 | 2019年4月17日 |
| 腾讯视频 | 中国大陆 | 2019年4月17日 |

## 演员列表

### 主要演员
| 演員 | 角色   | 介紹 |
| 窦骁 | 颜书仁 | 智商超高、性格沉稳、低调内敛的精神科医生，从小心理有一些心理创伤，父母双亡，然后在童年记忆，接受了16年的心理指导，其实他是把自己的心藏了起来，给别人做诊疗的时候的同时自己也是患者。工作之余喜欢攀岩、户外探险、独自看电影，与好兄弟陈一凡野营、射箭等。 |
| 苗苗 | 孙树   | 心理学医生，留日的心理学硕士，又热爱拳击、格斗，既有“女汉子”般的冲动、率性，偶尔又有善解人意的柔美气质。她在读研期间与学长颜书仁相恋，却因意外分手。孙树学业归来后，进了老师所在的医院，发现颜书仁也是医院的医生，两人之间的故事就此续演。               |

### 其他演员
| 演員   | 角色       | 介紹 |
| 彭冠英 | 陈一凡     | 陈一凡在工作中出色，是思康医院的“扛把子”，面对前来整容的患者均能给出精辟自信的完美建议。因为情商感人，生活中的他总因幼稚给人带来不少欢乐。天性乐观的他还盲目自信的对孙树展开了追求攻势，因此没少闹一些表白献殷勤的笑料。 |
| 王思思 | 楊麗莎     | 职场精英，海归金融高管，深邃往事牵出了与书仁难以割离的复杂关系。在养父母营造的美好花园中成长得干练、霸道，直到遇见书仁，眼里看见伤感，嘴角不再时刻凌厉。                                                                 |
| 金士杰 | 陈沅庚     | 颜书仁的精神导师、老师，上司，也算是爸爸辈的长辈，因为颜书仁从7岁开始就一直在接受他的心理疏导。李满天下的燕北大学陈教授，也是身居高位的思康医院陈院长。                                                                  |
| 潘虹   | 林芝繁     | 孙树的母亲，工作狂人，一名长战手术台无影灯的医生。强硬自我的外壳之下是一颗柔软内心，经历生死也看淡生死，与女儿剑拔弩张的关系是她前半生的痛点。                                                                           |
| 郑湫泓 | 景然       | 思康醫院心理科護理師，在孫樹身邊工作，陳一凡的表妹。 是個性格活潑可愛、熱情奔放的女孩。 |
| 楊溢   | 潘勁松     | 思康醫院董事長 |
| 周一围 | Frank      | 孫樹在日本的追求者 |
| 张峻宁 | 侯俊铭     | 大学毕业后求职屡屡碰壁，却又不敢告诉强势凶悍的妈妈实情，手足无措。直到在思康医院遇到景然才决定前来母亲所在的单位工作。由于业务水平不高，时常被科室领导训斥，狼狈不堪，在景然的鼓励之下，终于逐渐敢于表达自己。           |
| 曹卫宇 | 黎总       | PTSD患者 顏書仁某一任患者 |
| 张佳宁 | 艾米媽     | 孫樹及顏書仁某一任患者的媽媽 |
| 白客   | 陽陽前男友 | |
| 孙坚   | 喬森       | 男明星 孫樹的心理科患者。 |
| 王瑄   | 季明月     | 思康医院精神科主治医师，颜书仁的同事。她冷静对待病患们层出不穷的精神问题，却在对待自身问题时深受其扰。和丈夫为要孩子多次试管，在孙树的开导下，放弃执念，顺其自然。                                                       |

## 电视原声带
| 曲序 | 曲目                             |        | 作曲   | 演唱         |
| ---- | -------------------------------- | ------ | ------ | ------------ |
| 1.   | 〈关于现实的母女对话〉（推广曲） | 小柯   | 小柯   | 黄小琥、凌莊 |
| 2.   | 〈别来无恙〉（主题曲）           | 吳浩箐 | 馬上又 | 马上又       |
| 3.   | 〈春之記憶〉                     | 吳浩箐 | 大聖   | 龔子婕       |
| 4.   | 〈愛的光芒〉                     | 呂景亞 | 劉鳳瑤 | 劉維         |
| 5.   | 〈愛上你治癒我〉                 |        | 袁大崴 | 李曉璇編曲   |